# William J. Clark House
La casa William J. Clark es una casa histórica ubicada en el 32 de Prospect Hill en el vecindario Stony Creek de Branford, Connecticut. Construido entre 1878 y 1880 con un diseño del arquitecto Henry Austin de New Haven, es un ejemplo particularmente bueno del estilo de arquitectura Stick popular en ese momento. Está incluida individualmente por su arquitectura en el Registro Nacional de Lugares Históricos como Stick Style House en Stony Creek,  y parte del distrito histórico de Stony Creek-Dhimble Islands.

## Descripción e historia
Está ubicada en el vecindario Stony Creek del sureste de Branford, un área que floreció como una colonia de veraneo a fines del siglo XIX. Ocupa 2|acres en el lado norte de Prospect Hill Road, con vistas espectaculares a las islas Thimble y Long Island Sound. Es una estructura de estructura de madera de  pisos, con una línea de techo ocupada y ornamentada, que incluye una torre de tres pisos. Los hastiales del techo están adornados con madera, lo que le da su nombre al estilo Stick, y un porche de un solo piso elaboradamente decorado se extiende alrededor de partes del edificio. La torre está coronada por un techo a dos aguas de pendiente pronunciada, con buhardillas a dos aguas que se proyectan desde sus lados. El interior conserva muchos acabados de época originales.
Fue diseñada por Henry Austin y construida entre 1878 y 1880 para William J. Clark, un industrial de Southington, Connecticut. Clark fue un veterano de la guerra civil estadounidense y también sirvió en la legislatura estatal. Pasó sus años de retiro en esta casa. La casa es la más significativa desde el punto de vista arquitectónico en el área de Stony Creek de Branford.